# 与楽カンジョ古墳
与楽カンジョ古墳（ようらくカンジョこふん、乾城古墳）は、奈良県高市郡高取町与楽（ようらく）にある古墳。形状は方墳。与楽古墳群を構成する古墳の1つ。国の史跡に指定されている（史跡「与楽古墳群」のうち）。

## 概要
| 古墳名           | 形状 | 埋葬施設         | 築造時期    |
| ---------------- | ---- | ---------------- | ----------- |
| 与楽鑵子塚古墳   | 円墳 | 片袖式横穴式石室 | 6c後半      |
| 与楽カンジョ古墳 | 方墳 | 両袖式横穴式石室 | 6c末-7c前半 |
| 寺崎白壁塚古墳   | 方墳 | 横口式石槨       | 7c中葉      |

奈良盆地南縁、貝吹山丘陵から南に延びる尾根の先端部に築造された古墳である。丘陵尾根上では寺崎白壁塚古墳・与楽鑵子塚古墳・与楽カンジョ古墳が北から南に並び、周辺丘陵には約100基の古墳が分布する。2002年度（平成14年度）以降に発掘調査が実施されている。
墳形は方形で、一辺36メートル・高さ10メートルを測る（かつては円墳として認知された）。墳丘は2段築成。埋葬施設は両袖式の横穴式石室で、南方向に開口する。石室全長11.8メートルを測る大型石室であり、天井はドーム状を呈し、特に石室高さは5.3メートルと非常に高く奈良県内では最大規模になる。石室内の副葬品としては金銅製耳環・銀製指輪・不明鉄製品・砥石・須恵器・土師器（ミニチュア土器把手含む）等が出土している。
築造時期は、古墳時代後期-終末期の6世紀末-7世紀前半頃の築造と推定され、8世紀初頭頃までの追葬が認められる。与楽鑵子塚古墳・与楽カンジョ古墳・寺崎白壁塚古墳の3基は一帯の古墳群の首長墓であり、ミニチュア炊飯土器の出土（鑵子塚・カンジョ・白壁塚）・ドーム状石室（鑵子塚・カンジョ）の点で渡来系氏族の墳墓群と想定され、特に被葬者としては東漢氏一族とする説が挙げられている。
古墳域は2013年（平成25年）に国の史跡に指定されている。現在では史跡整備のうえで公開されているが、石室内部への立ち入りは制限されている。

## 遺跡歴
- 1976年（昭和51年）3月30日、奈良県指定史跡に指定[3]。
- 2002-2008年度（平成14-20年度）、発掘調査：第1-3次調査（高取町教育委員会、2012・2014年に報告）。
- 2013年（平成25年）3月27日、与楽鑵子塚古墳・寺崎白壁塚古墳と合わせて「与楽古墳群」として国の史跡に指定[1]。
- 2014年度（平成26年度）以降、史跡整備事業（高取町教育委員会）。
  - 2014・2015年度（平成26・27年度）、史跡整備事業に伴う発掘調査[4]。
- 2017年（平成29年）2月9日、史跡範囲の追加指定[1]。
- 2024年度（令和6年度）、史跡整備事業完了（2025年に報告）。

## 埋葬施設

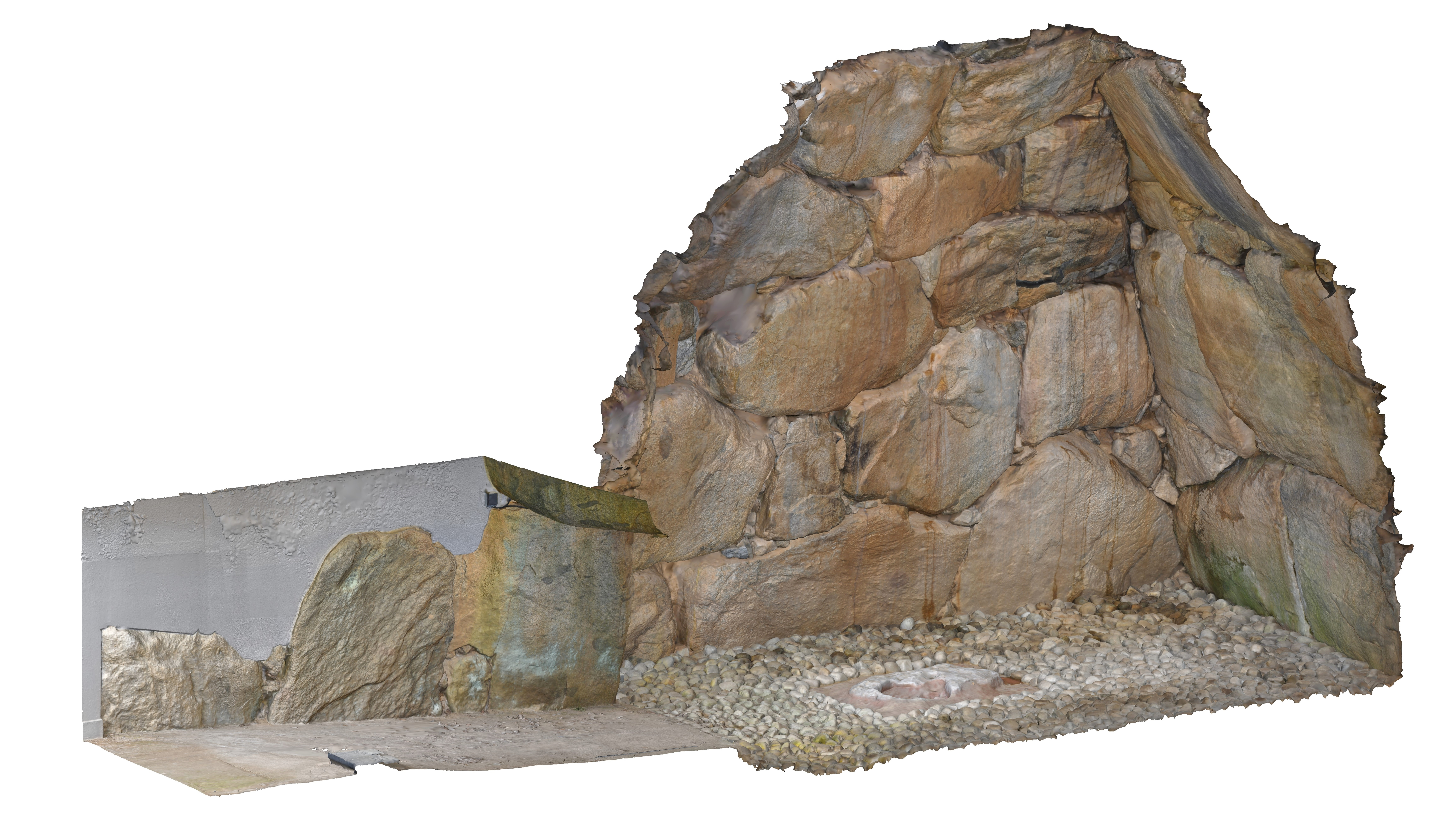
石室俯瞰図

石室展開図

整備前
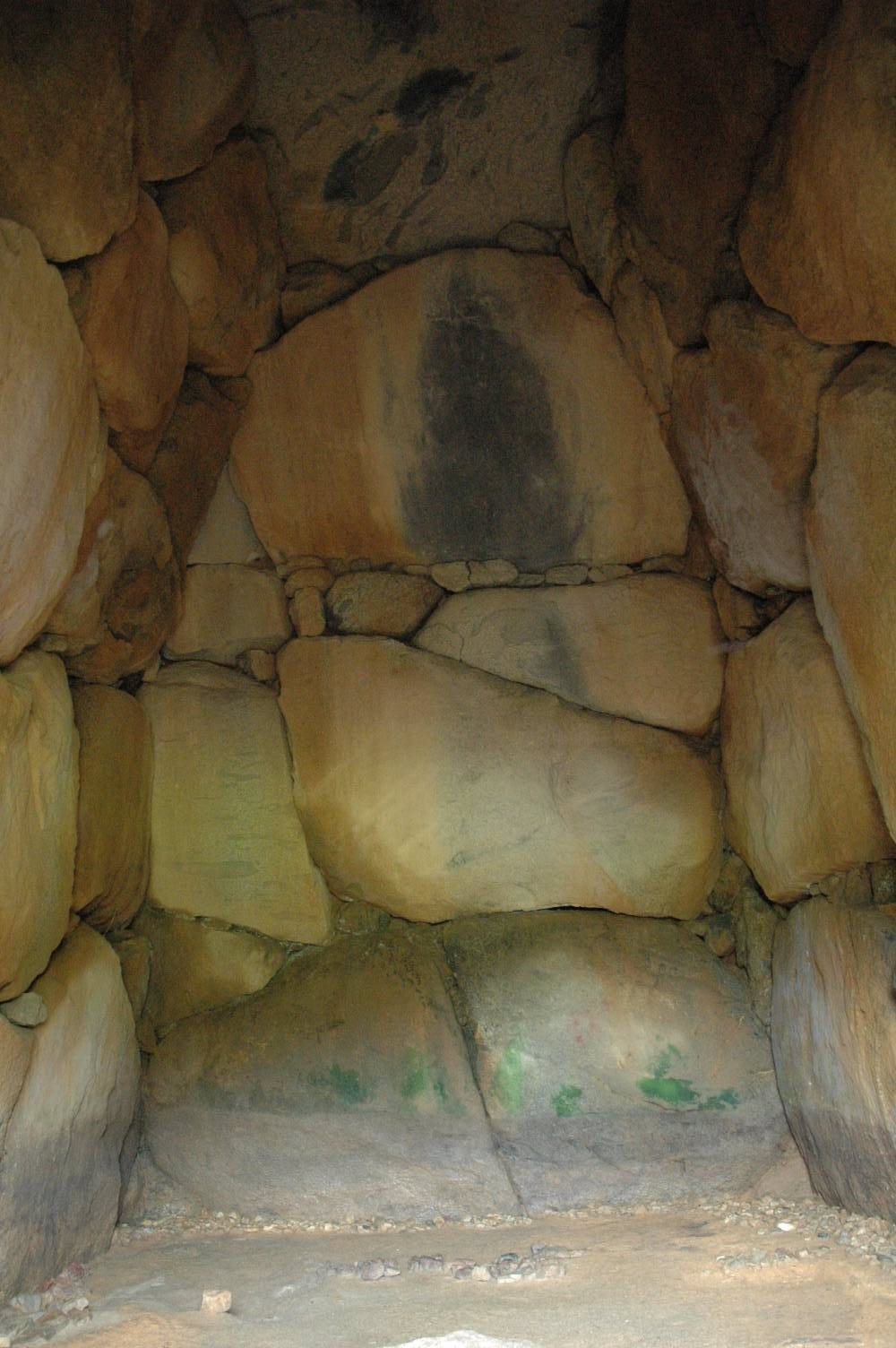
玄室
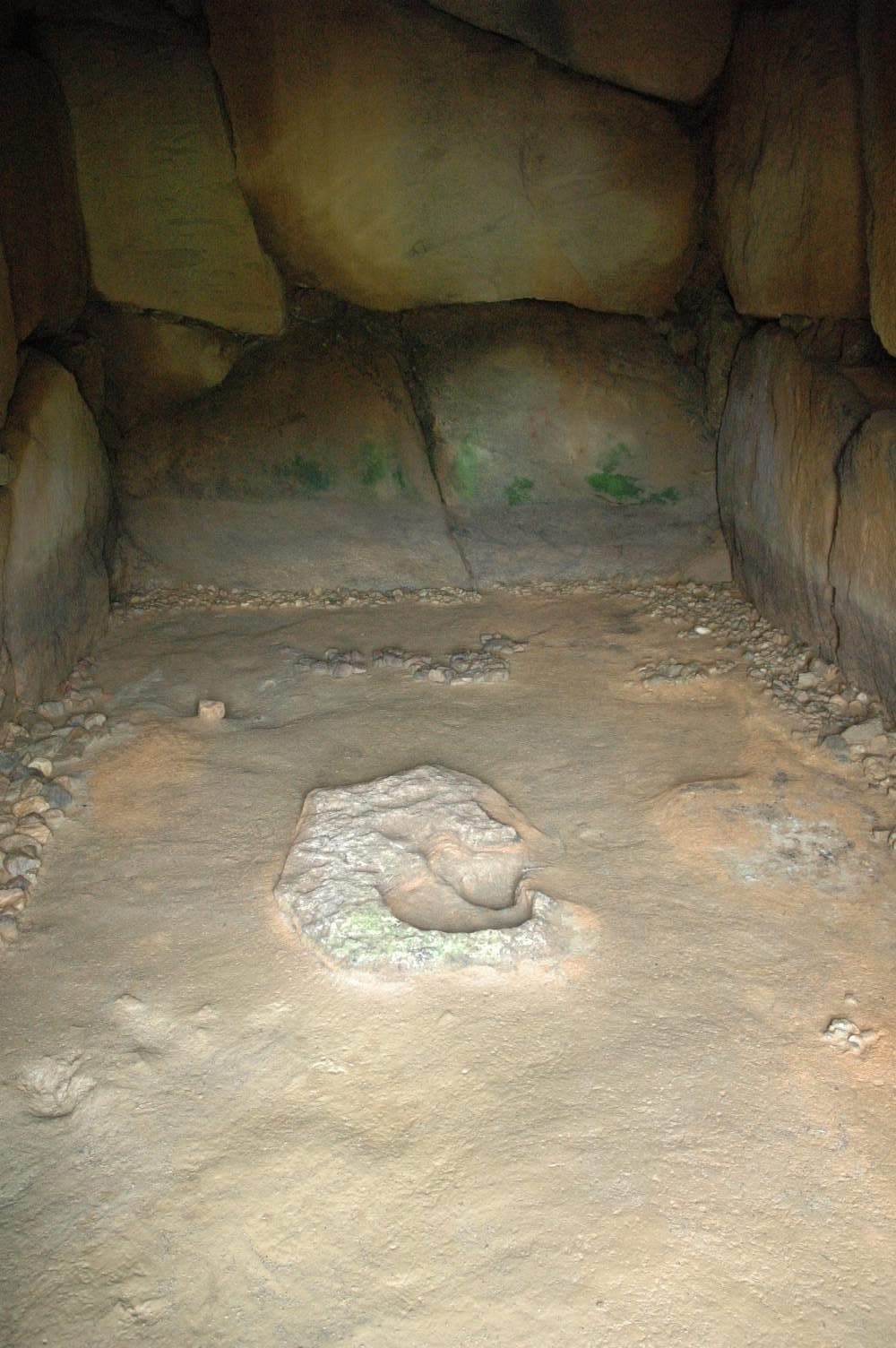
玄室床面
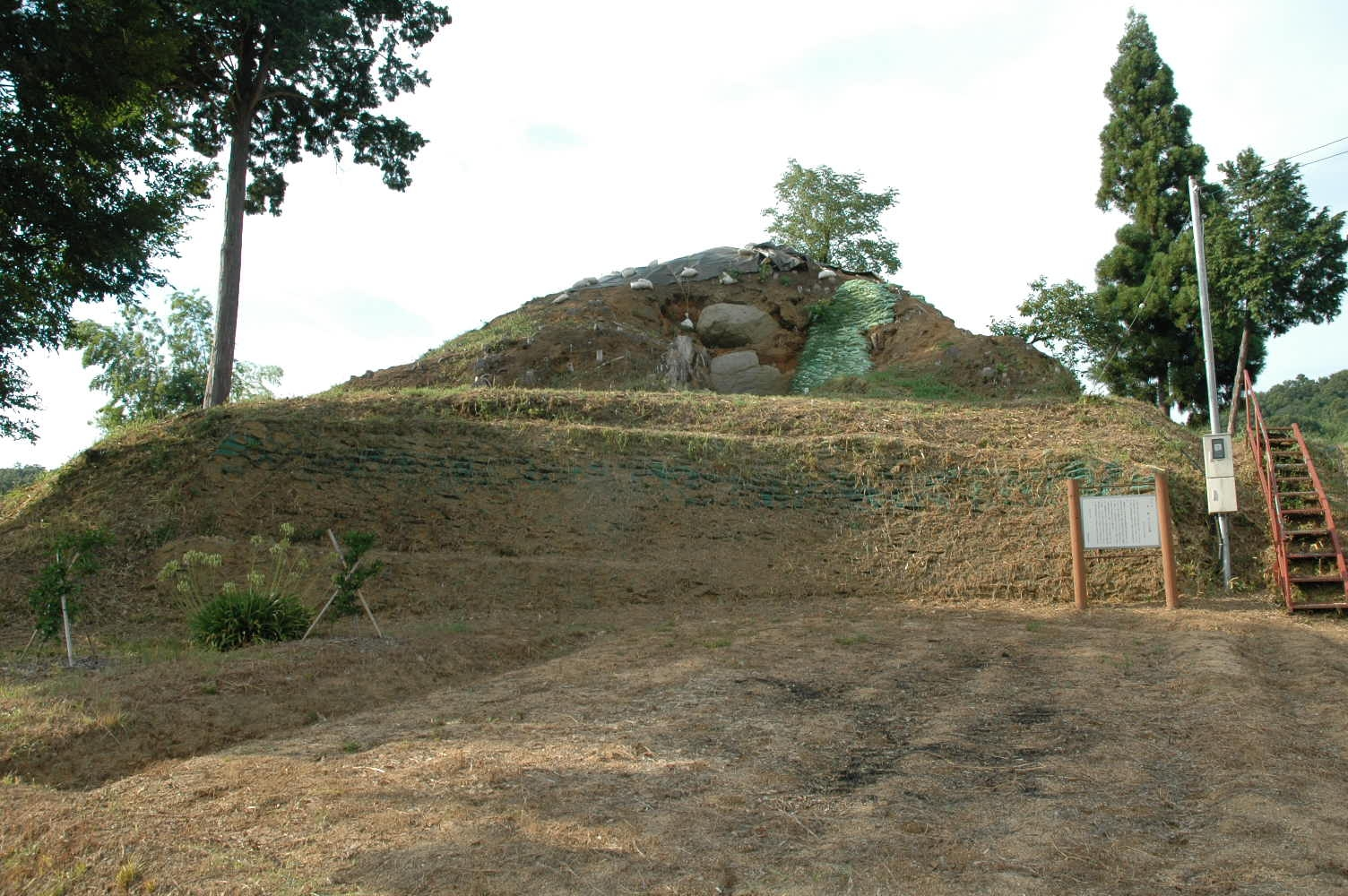
墳丘

埋葬施設としては、両袖式横穴式石室が構築されており、南方向に開口する。石室の規模は次の通り。
- 石室全長：11.8メートル
- 玄室：長さ6.0メートル、幅3.8メートル、高さ5.3メートル
- 羨道：長さ5.8メートル、幅1.8メートル、高さ1.8メートル

石室には閃緑岩の巨石が使用されており、石室内面に比較的扁平な面を向ける。側壁は左壁で5段積み、右壁は4段積み。四壁を内側に持ち送り、ドーム状天井を形成する。天井石は巨石1枚。玄室床面は礫敷であり、玄室の中央には漆喰を塗った棺台を据える。
玄室は床面積に比べて非常に高い特異な形態であるが、これは付近の与楽鑵子塚古墳や真弓鑵子塚古墳（明日香村）でも知られており、この地域の横穴式石室の特色として捉えられる。

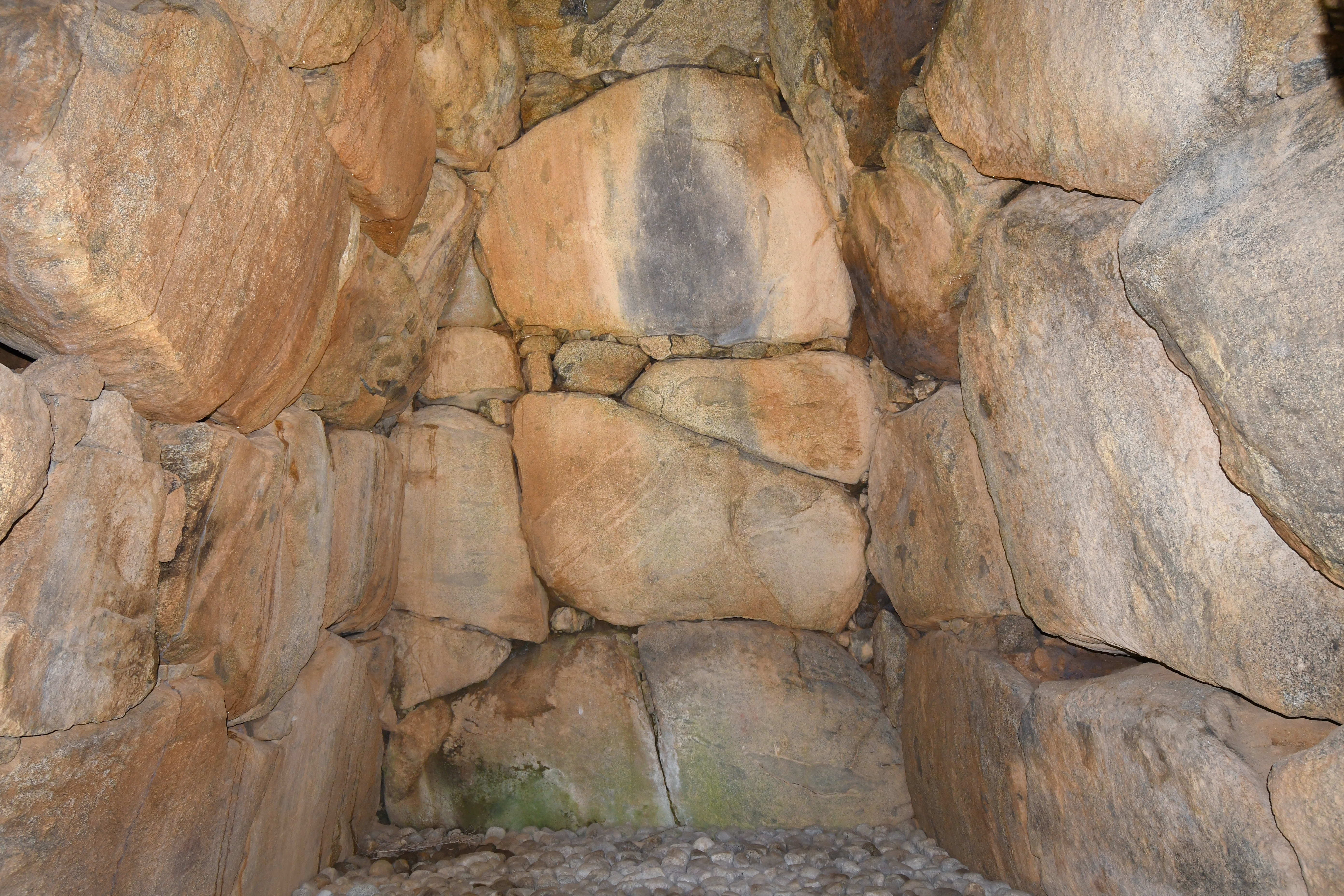
玄室（奥壁方向）
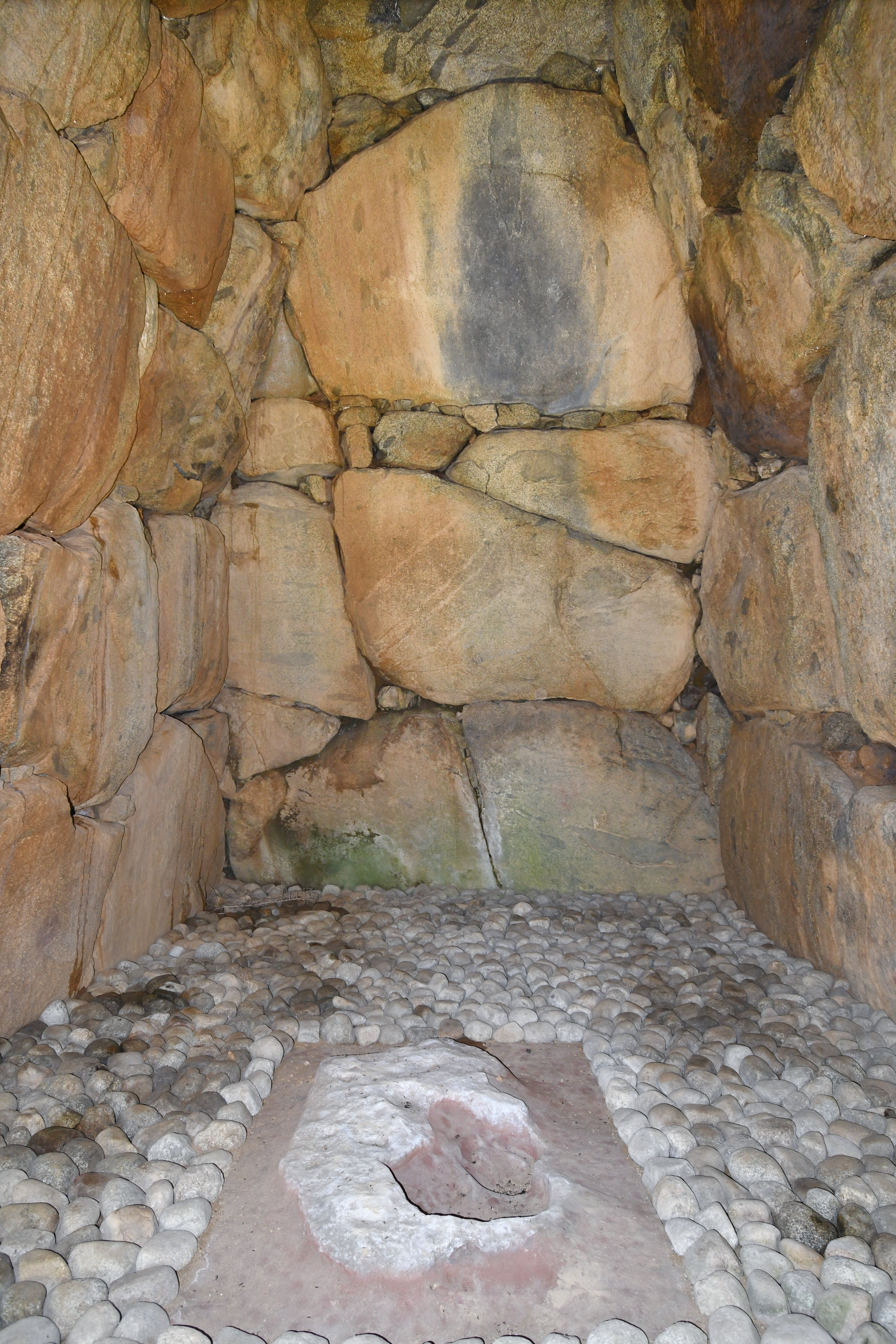
玄室（奥壁方向）
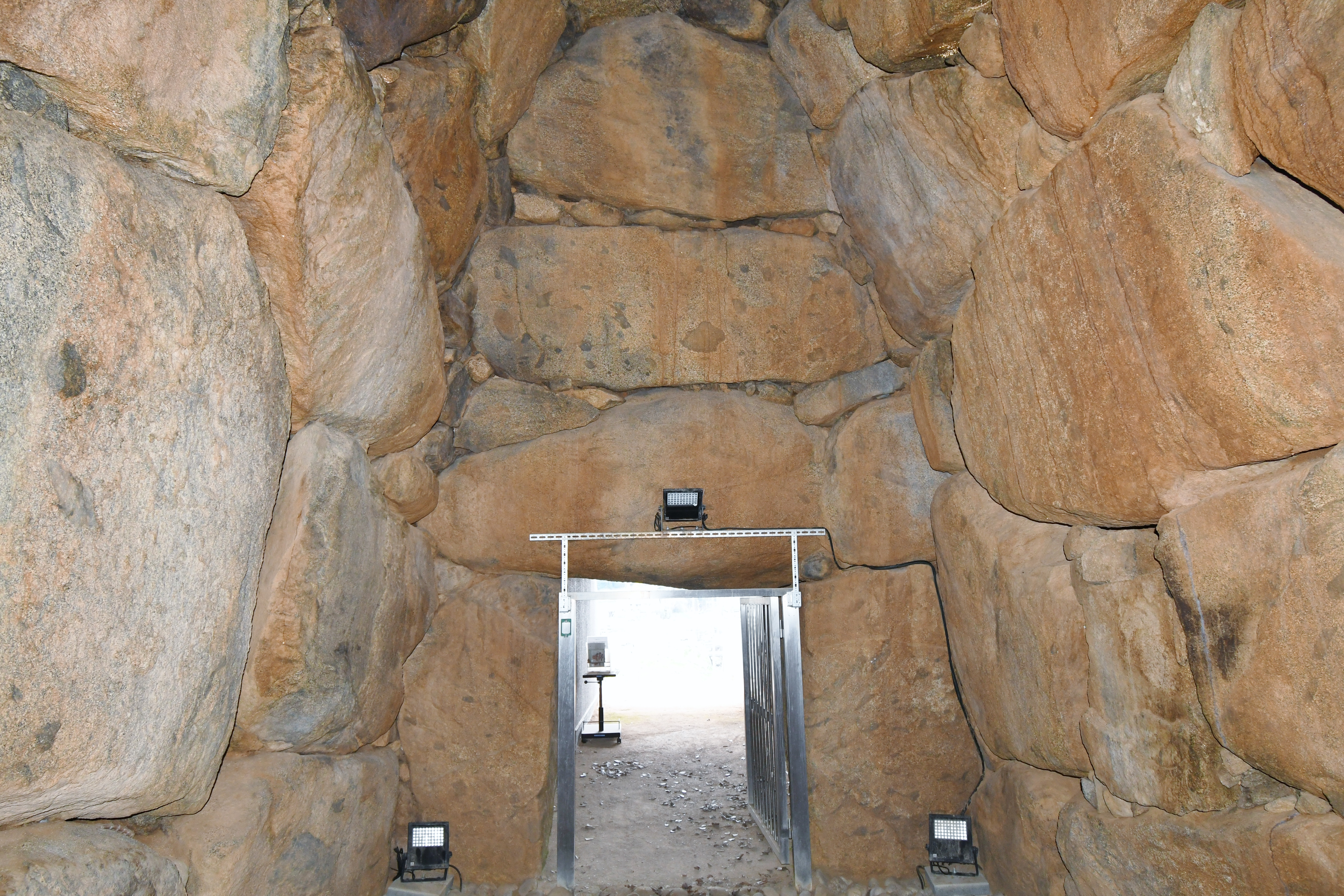
玄室（開口部方向）
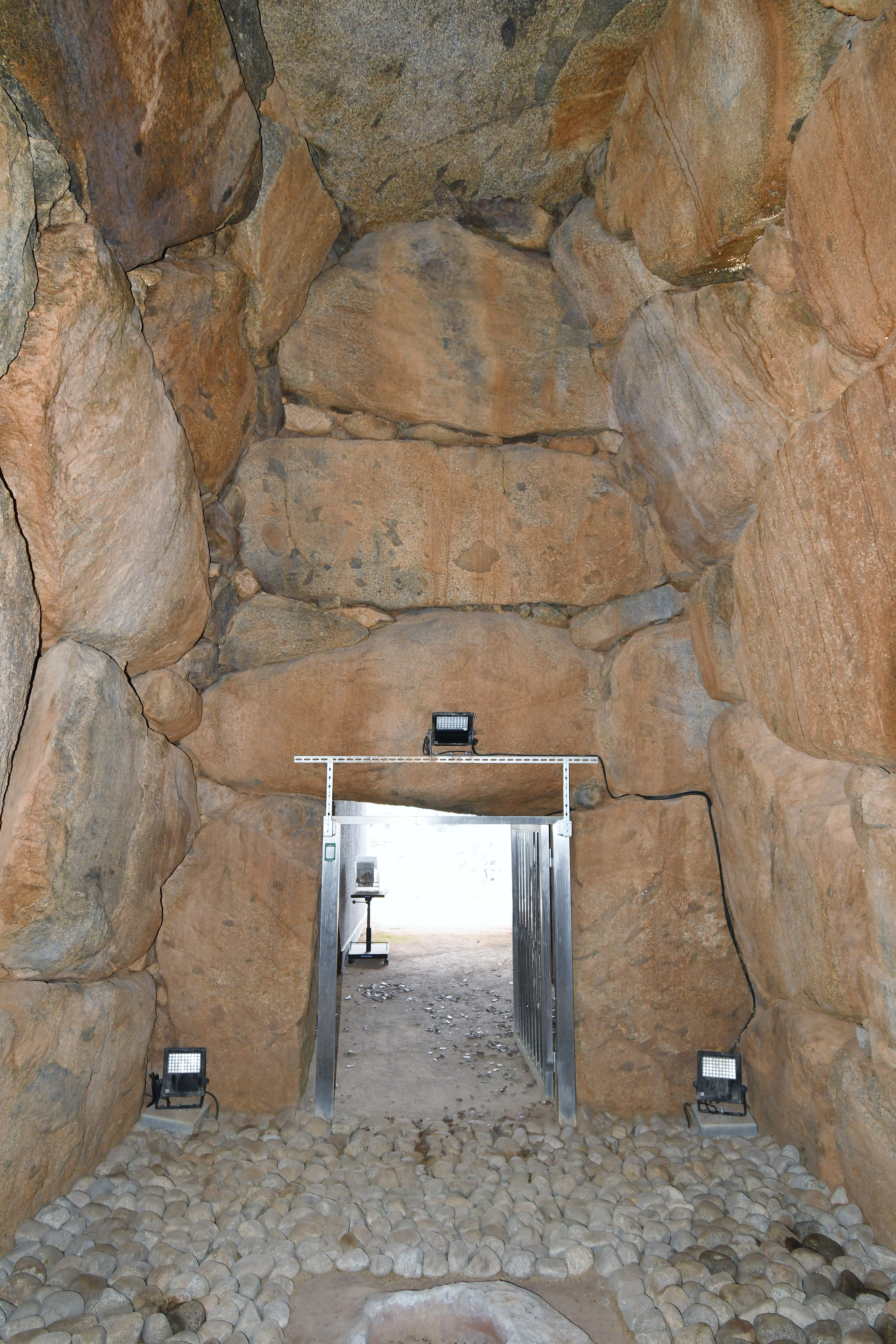
玄室（開口部方向）
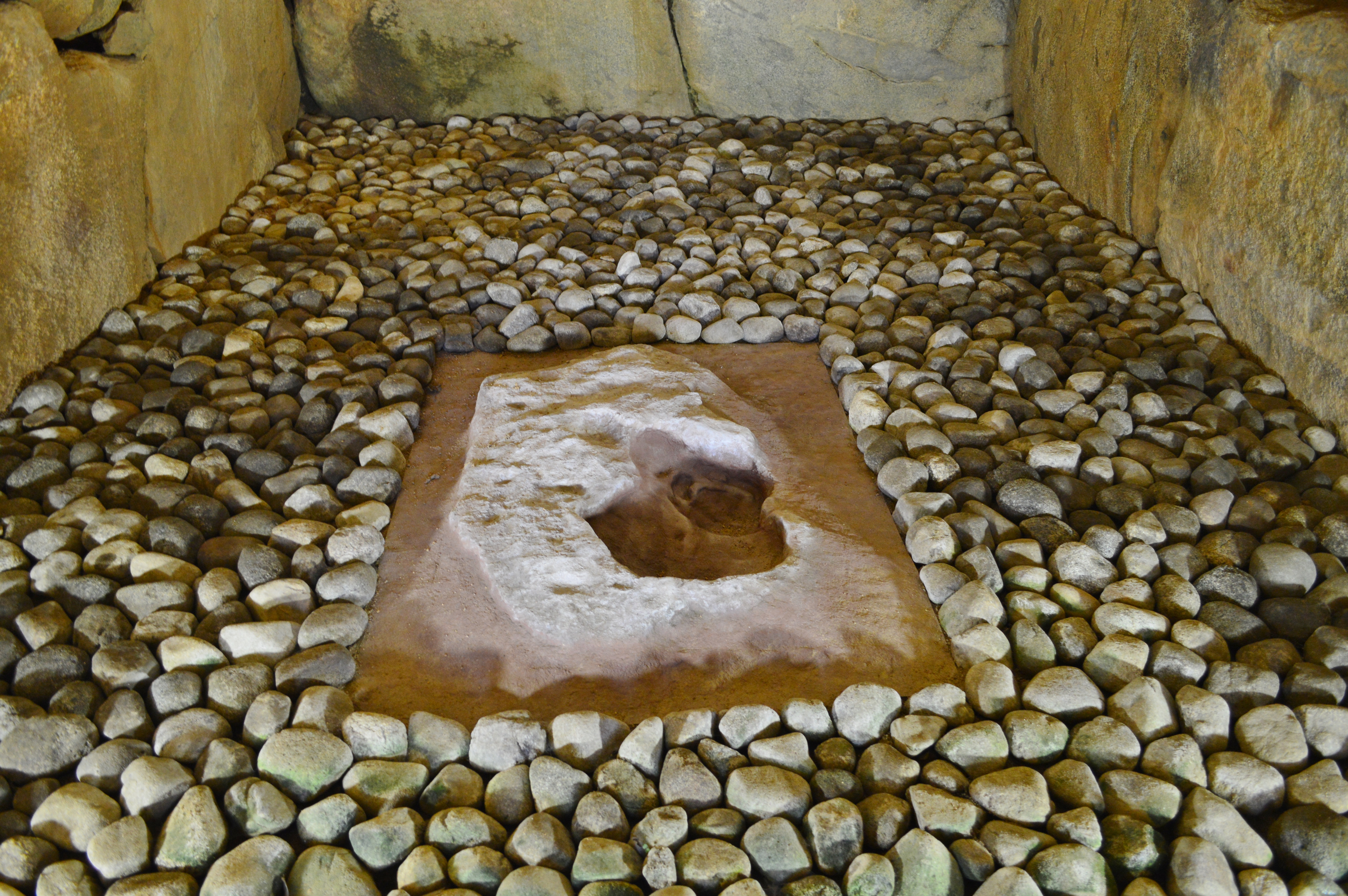
玄室床面 中央に棺台。
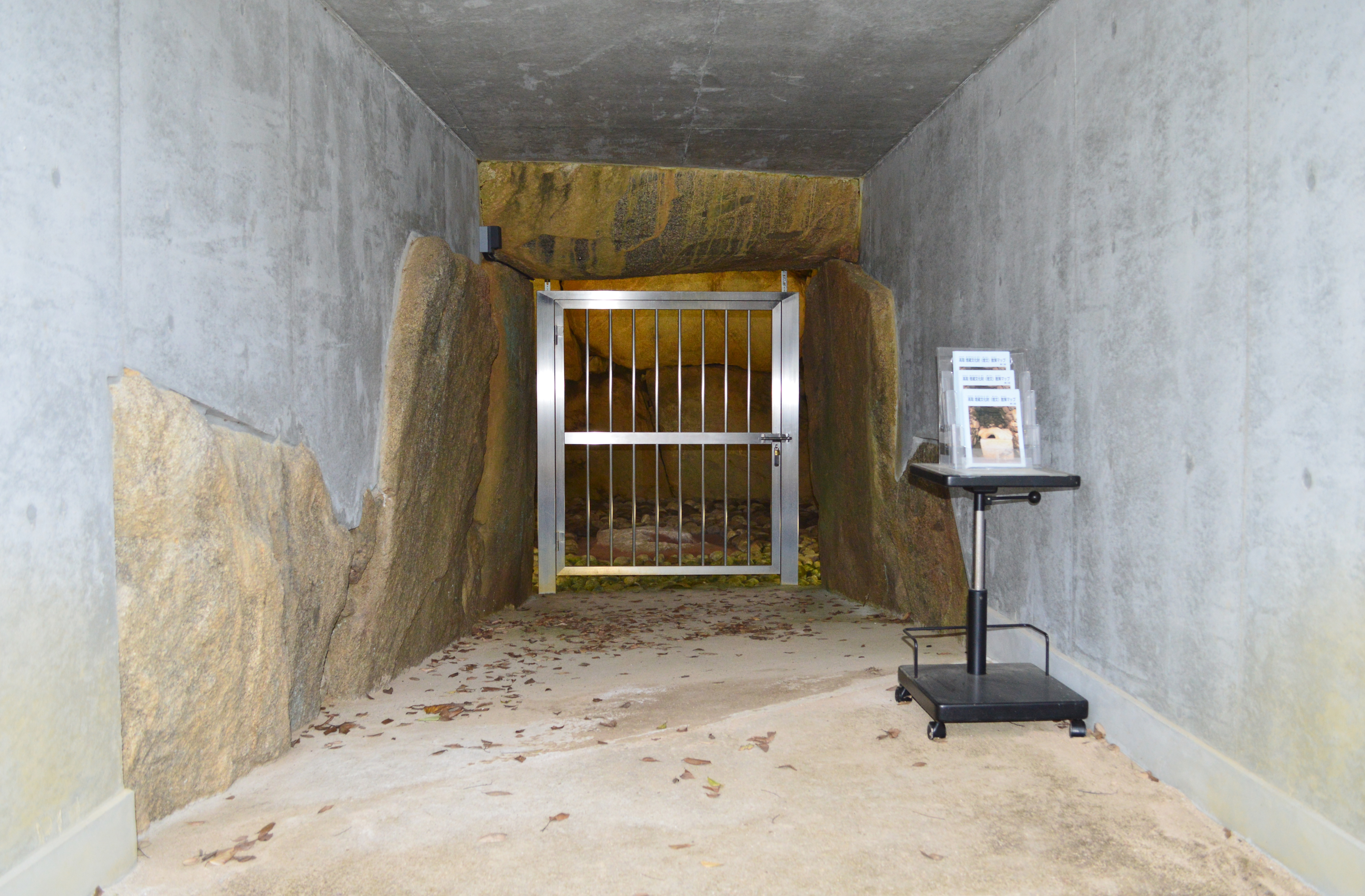
羨道（玄室方向）

- 整備前
- 玄室
- 玄室床面
- 墳丘

## 文化財

### 国の史跡
- 与楽カンジョ古墳（史跡「与楽古墳群」のうち）
2013年（平成25年）3月27日、与楽鑵子塚古墳・与楽カンジョ古墳・寺崎白壁塚古墳の3基を合わせて「与楽古墳群」として指定。
2017年（平成29年）2月9日に史跡範囲の追加指定[1]。

## 関連文献
（記事執筆に使用していない関連文献）
- 『与楽カンジョ古墳・与楽鑵子塚古墳発掘調査報告書』高取町教育委員会〈高取町文化財調査報告第39冊〉、2012年。
- 『与楽カンジョ古墳・与楽鑵子塚古墳発掘調査報告書附論編』高取町教育委員会〈高取町文化財調査報告第39-2冊〉、2014年。
- 『国指定史跡与楽古墳群与楽カンジョ古墳整備事業報告書 平成26年度～令和6年度与楽カンジョ古墳保存整備』高取町教育委員会〈高取町文化財調査報告第47冊〉、2025年。 - リンクは奈良文化財研究所「全国文化財総覧」。